# Коралово море
Коралово море (на английски: Coral Sea; на френски: Mer de Corail) е периферно море на Тихия океан разположено източно от Австралия. На запад се простира до Австралия (от 30°ю.ш. до 10°ю.ш.), на север – до бреговете на остров Нова Гвинея, архипелага Луизиада и островите Ренел и Сан Кристобал (от Соломоновите острови), на изток мие бреговете на островите Санта Крус и Новохебридските острови, а на югоизток – на островите Нова Каледония. На северозапад чрез Торесовия проток се свързва с Арафурско море на Индийския океан, а на север чрез множеството протоци в архипелага Луизиада – със Соломоново море. На североизток и изток множеството протоци между островите Санта Крус и Новохебридските острови го свързват с останалата част на Тихия океан, а на югоизток се свързва с море Фиджи. Южната граница с Тасманово море се прекарва по линията от крайните южни острови на архипелага Нова Каледония, до рифа Елизабет и след това по 30°ю.ш. до крайната източна точка на Австралия.

## Географска характеристика
Коралово море е второто по големина море на нашата планета (след Филипинско море). Дължина от север на юг над 2500 km, ширина до 2250 km, площ 4791 km², среден обем 11470 хил. km³, средна дълбочина 2394 m, максимална 9174 m, в североизточната му част, в близост до островите Санта Крус. Морето е получило своето наименование във връзка с огромното количество коралови рифове и острови, които силно затрудняват корабоплаването. Релефът на дъното му е силно разчленен, като на изток и запад има дълбоки подводни депресии. Теченията в него образуват циклонален кръговрат (обратен на часовниковата стралка), като в западната му част се образува течащото на юг топло Източноавстралийско течение. Средната температура на водата на повърхността в южната му част е от 19 °C през зимата (август) до 24 °C през лятото (февруари), а на север целогодишно е 27 – 28 °C. Соленост 34,5 – 35,5‰. Животинският свят е представен от акули, летящи риби и др. Подходящо е за риболов и лов на бисерни миди. Главни пристанища: Кернс (Австралия), Порт Морсби (Папуа-Нова Гвинея), Нумеа (Нова Каледония).

## Голям Бариерен риф
Коралово море е известно с Големия бариерен риф, образуван от коралите. Този риф е дълъг 2300 km. и ширина от 2 km на север до 150 km на юг. Той представлява най-обширната система от коралови рифове в целия свят, която е забележителна с уникалната си красота. Тази природна ценност се намира в западната част на морето, край североизточните брегове на Австралия. Наричан още „кораловият рай на Австралия“, той съставлява най-голямата биосистема на планетата и един от малкото обекти, които могат да бъдат наблюдавани от открития космос.
Големият бариерен риф е на възраст от 18 милиона години и за този огромен период са се формирали приблизително над 3000 коралови рифа, 350 вида корали, 900 коралови острова. Живият коралов риф възниква от редуването на живи с мъртви коралови образувания. Натрупването на коралите се получава от скелетите на вече мъртвите организми, върху които израстват живите.
Разположен на площ от 348 698 km² между нос Йорк на север и остров Лейди Елиът на юг. Над 1500 различни вида риби обитават тези коралови плитчини, част от които са покрити с екзотична растителност. Сред уникалните му обитатели са китове, косатки, голямата зелена костенурка, „морската крава“ и други, застрашени от изчезване, видове. Край района на Бандабърг туристите могат да видят как гигантските костенурки снасят яйцата си и ги заравят в пясъка.
В района на Големия бариерен риф е открита и най-малката гръбначна форма на живот в света. Тази малка рибка, която живее из кораловите лагуни на рифа, е известна на учените още от 1979 г., но бе установен произходът и разновидността ѝ. Този уникален за планетата ни регион е включен в списъка със световното природно наследство на ЮНЕСКО.
Поради огромната си популярност хиляди туристи идват тук годишно, за да се насладят на красивите морски гледки, да практикуват подводно гмуркане с акваланг и като цяло да се насладят на тази най-внушителна необитаема от човека морска зона в света. Големият поток от посетители в Големия бариерен риф държи будно съзнанието на много природозащитници, които настояват той да се ограничи. Риболовът тук вече е забранен, а екоактивистите настояват посещенията да бъдат позволени само в един определен район от рифа. Сред задушаващата жега на екваториалните води плаването в коралово море е истинско удоволствие. От изток равномерно духа освежаващият спокоен пасат. Върволица вълни носят белите си гребени към бреговете на ниските острови. Вълните се разбиват, преди да са достигнали брега. Посрещат ги бариерните рифове. Ивиците тъмна вода сочат по-дълбоките места. По тях се движат кораби, които приближават брега. Коралите стърчат като гъби в неподвижната вода, дебели клонии се протягат към светлината.
Коралово море – това са рифове на всяка крачка. Това са хиляди острови. Можете безкрайно да се учудвате на изкуството на първите мореплаватели, чиито кораби са влизали тук са без карти. На скокове се е изменяла дълбочината под корабните килове. Десетки моряци са дежурели по мачтите, готови всяка минута да свалят платната.
Тук живеят много шарени риби като: рибата пеперуда, рогатка, риба зебра, риба ангел, риба папагал, риба катеричка и иричестият четинкозъб. Най-причудливи форми, оцветени в ярки цветове, убитателите на кораловите рифове денонощно трошат и предъвкват твърдата варовикова маса на коралите. Между другото знаете ли, че коралите са животни.